# Licha
Licha là một chi bướm đêm thuộc họ Noctuidae.